# Wolf Robe

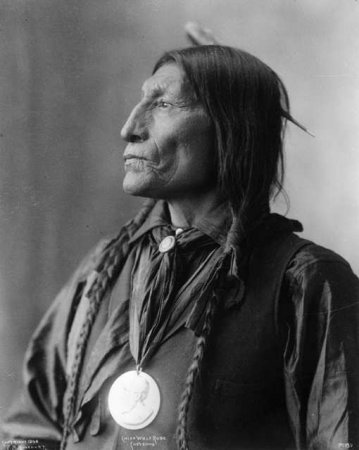
Wolf Robe, fotografado por Frank Rinehart

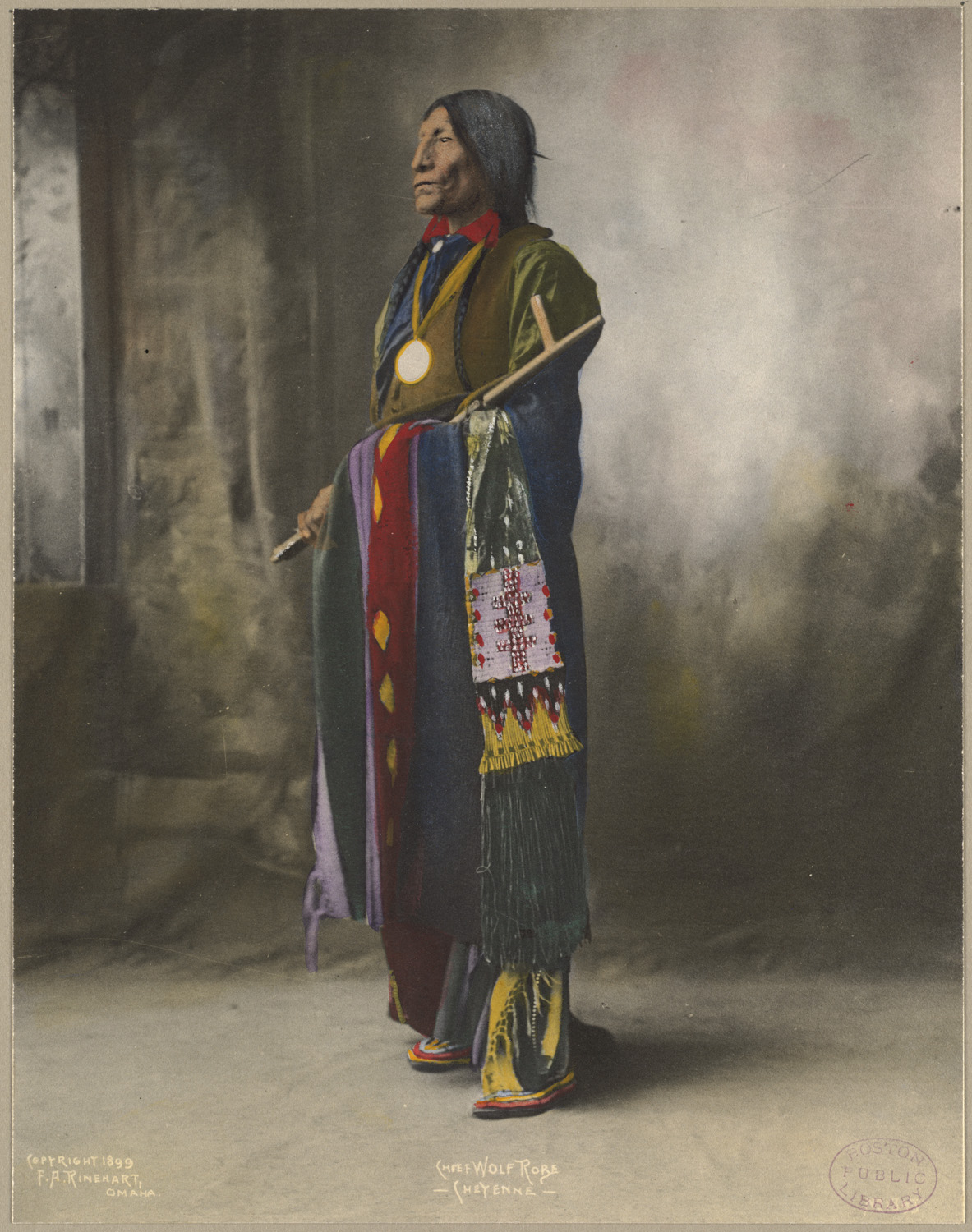
Wolf Robe, fotografado por Frank Rinehart

Wolf Robe ou Ho'néhevotoomáhe (1838 ou 1841 - Oklahoma, 1910) foi um chefe Cheyenne do Sul e detentor da Medalha de Paz de Benjamin Harrison. 
No final da década de 1870, ele foi forçado a deixar as planícies abertas e mudar sua tribo para a Reserva Indígena Cheyenne e Arapaho, no Território Indígena. Ele recebeu a Medalha de Paz Benjamin Harrison em 1890 por sua assistência na Comissão Cherokee. 
F. A. Rinehart fotografou o chefe em 1898 e DeLancy Gill o fotografou em 1909. As fotografias de retrato icônicas de Wolf Robe foram populares ao longo do século passado. Numerosos pintores e escultores, por sua vez, criaram obras de arte com base nessas fotografias. Embora seja improvável, algumas pessoas acreditam que ele era o modelo para o níquel Indian Head.